# Vavá de Bessém
Valdemar Monteiro de Carvalho Filho ou Vavá de Bessém (Bahia, ? - São Paulo, 1991) mais conhecido como Vavá Negrinha, ou Vavá do Pó - iniciado aos 3 anos de idade pelo Vodunô Celestino do Amor Divino que era filho de Enoque, (dizia ser de Jeje Savalu) em Cachoeira e São Félix na Bahia, teve terreiro em Salvador mas veio para o Rio de Janeiro e em seguida para São Paulo onde abriu sua casa que mais tarde vendeu para seu filho de santo João da Oxum, no bairro de Vila Margarida em São Vicente.
Em São Paulo iniciou milhares de filhos-de-santo e cuidou de pessoas famosas como Clara Nunes e Cazuza.
- O Pó a que se refere o título também chamado de Zorra era preparado com raízes, folhas, e muitos ingredientes próprios para feitiço, a receita só era conhecida pelos mais velhos, não ensinavam para ninguém, muitos babalorixás ficaram famosos por serem Bom no Pó ou Bom de Pó.

Também o Pó a que se refere o Título dizem na verdade fazer alusão à qualidade do Vodum Possum, patrono da casa onde foi feito.
Pai Vavá Negrinha de Bessém era muito amigo de pai Nezinho de Muritiba, pai Manuel Rufino do Beiru e outros.
Eram muito temidos no círculo do Candomblé, quando chegavam numa festa de candomblé sem serem convidados, o dono da casa já ficava preocupado se sua casa seria queimada (com a zorra) ou não, eram tratados como reis, pois caso se ofendessem com alguma coisa queimavam a casa com o tal Pó.
Se o dono da casa não tivesse muito conhecimento, poderia ter brigas e até o fechamento da casa.
Muitas vezes faziam isso por pura maldade, brincadeira ou para testar o dono casa, para saber se estava preparado para se defender e manter sua casa aberta.
Assim como Seu Nézinho do Ogum, era conhecido como grande feiticeiro e cantor de Candomblé, foi responsável pela introdução de muitas das Cantigas Jeje no candomblé de São Paulo.
Toninho Grande, vindo de Cachoeira era seu braço direito e Axogum, sendo seu Otum o ogã Carlinhos de Oxóssi, posto dado na casa de Pai João D´Oxum no bairro da Vila Margarida em São Vicente.
Ogã Getúlio e a ialorixá Idaty de Oiá, são seus filhos mais velhos do estado de São Paulo.